# Eugenia González Ramos
Eugenia González Ramos (Hortaleza, 1919 - Barcelona, 11 de mayo de 1939) fue una sindicalista española que trabajó como cocinera y enfermera durante la guerra civil española y fue fusilada al acabar ésta.

## Biografía
González nació en Hortaleza (municipio), pueblo cercano a Madrid. A los 16 años se afilió a la Unión General de Trabajadores (UGT). Durante la guerra, trabajó primero como ayudante de cocina en un cuartel de milicias en Carabanchel (Madrid) y posteriormente como enfermera, en un hospital de las Brigadas Internacionales en Murcia. En 1938, fue a Mataró, donde coincidió con otra enfermera, Guadalupe García Ramos. Cuando las Brigadas Internacionales abandonaron aquella ciudad en octubre de 1938, González y las otras enfermeras siguieron prestando sus servicios en el hospital. El 27 de enero de 1939, las tropas de Francisco Franco entraron en Mataró. García Ramos, que era monja, ascendió a enfermera jefe y denunció a González y afirmó que vio cómo, cuando estaban en Madrid, había disparado el tiro de gracia a dos personas.
Al ser detenida en Mataró, González confesó que había estado afiliada a la UGT, al Partido Comunista de España (PCE) y al Socorro Rojo Internacional, aunque posteriormente lo negó ante el juez. El 22 de febrero, ingresó en la prisión de Mataró y el 2 de abril fue conducida a la Prisión de Les Corts, en Barcelona. El 14 de abril, fue juzgada junto con otra mujer, Asunción Verdaguer, también enfermera y doce hombres (juicio sumarísimo de urgencia 1119). El juez dictó nueve sentencias de muerte: la de González Ramos y de ocho hombres más. Fue fusilada en el campo de la Bota el 11 de mayo de 1939. El certificado del registro civil indicaba que la causa de la muerte había sido una "hemorragia interna"; era la fórmula establecida por una ley de 1870 en el caso de muerte por la aplicación de la pena capital.

## Reconocimientos
- González Ramos es una de las once mujeres en cuya memoria el 7 de marzo de 2015 se colocó una placa con su nombre y edad en el campo de la Bota.[3]